# Ans Mol
J.E.M. (Ans) Mol-van de Camp is een Nederlands politica namens de BoerBurgerBeweging, sinds 28 juni 2023 is zij lid van de Gedeputeerde Staten van de provincie Gelderland.

## Biografie
Mol is geboren in Noord-Brabant, haar ouders hadden een boerderij. Ze begon haar loopbaan als controlerend ambtenaar bij de inspectie omzetbelasting van de belastingdienst in Amsterdam. Tussen 1997 en 2022 was zij werkzaam als NVM makelaar in Nijmegen, tot 2019 had zij haar eigen makelaarskantoor. Mol was tevens actief in de lokale politiek van de gemeente West Maas en Waal als gemeenteraadslid en later als wethouder namens de lokale partij FD Wamel, in deze rol werd zij door Binnenlands Bestuur uitgeroepen tot één van de 50 beste bestuurders van 2020. Tijdens de Provinciale Statenverkiezingen van 2023 was zij verkiesbaar als lijstduwer namens de BoerBurgerBeweging. Nadat deze partij in één klap de grootste werd, werd zij gedeputeerde in een provinciebestuur dat verder bestaat uit gedeputeerden van VVD, CDA, ChristenUnie en SGP.

## Persoonlijk
Mol is getrouwd en moeder van twee dochters.